# ورد وان
ورد وان یک آسمان‌خراش واقع در هند می‌باشد. ساخت و ساز این ساختمان ۲۰۱۱ شروع شده‌است. معمار این بنا پی کاب فرید اند پارتنرز است. تعداد طبقاتش ۱۱۷ است. انتظار میرود این اسمان خراش تا سال ۲۰۲۰ میلادی رسماً افتتاح شود .

## نگارخانه

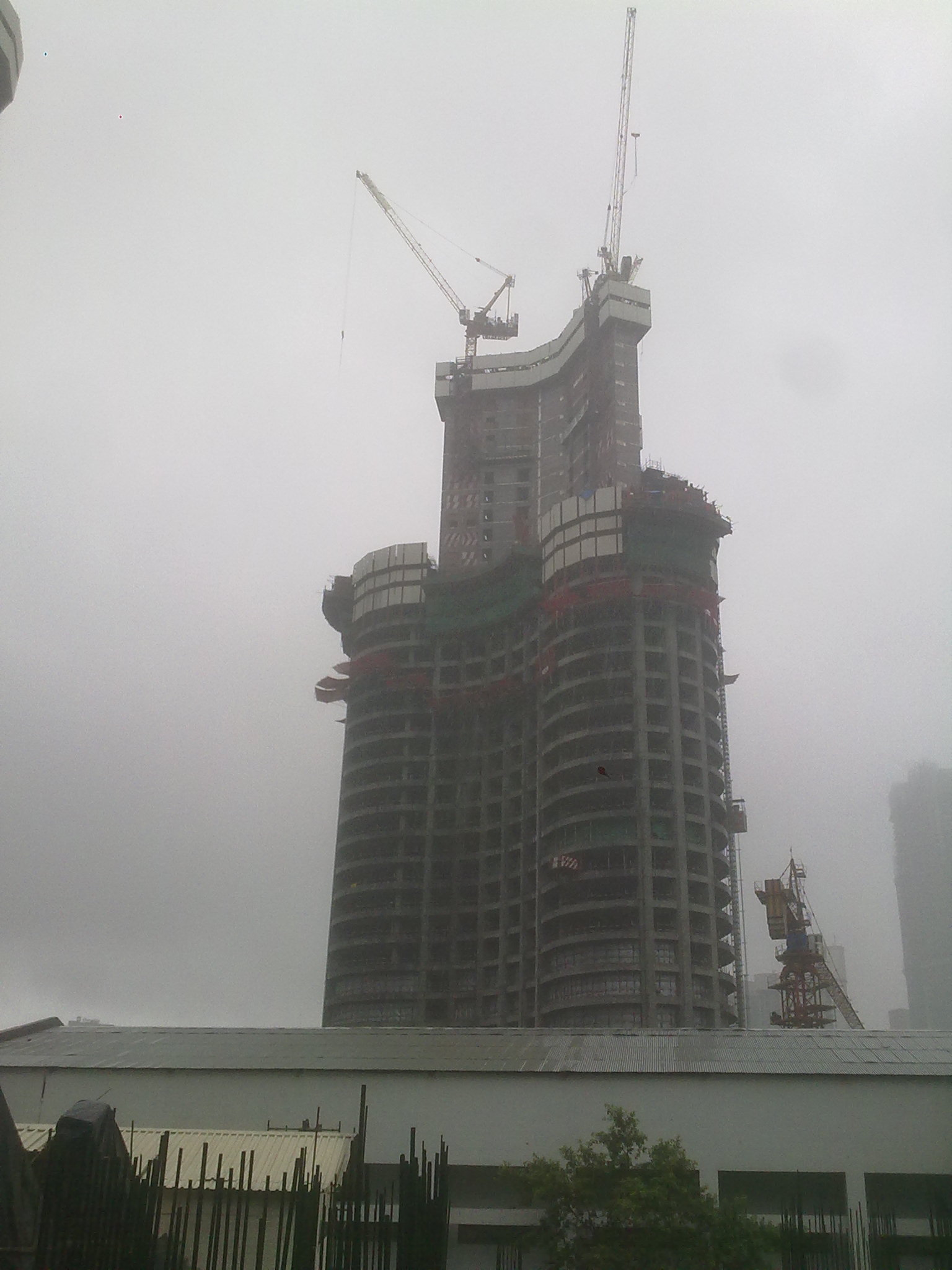
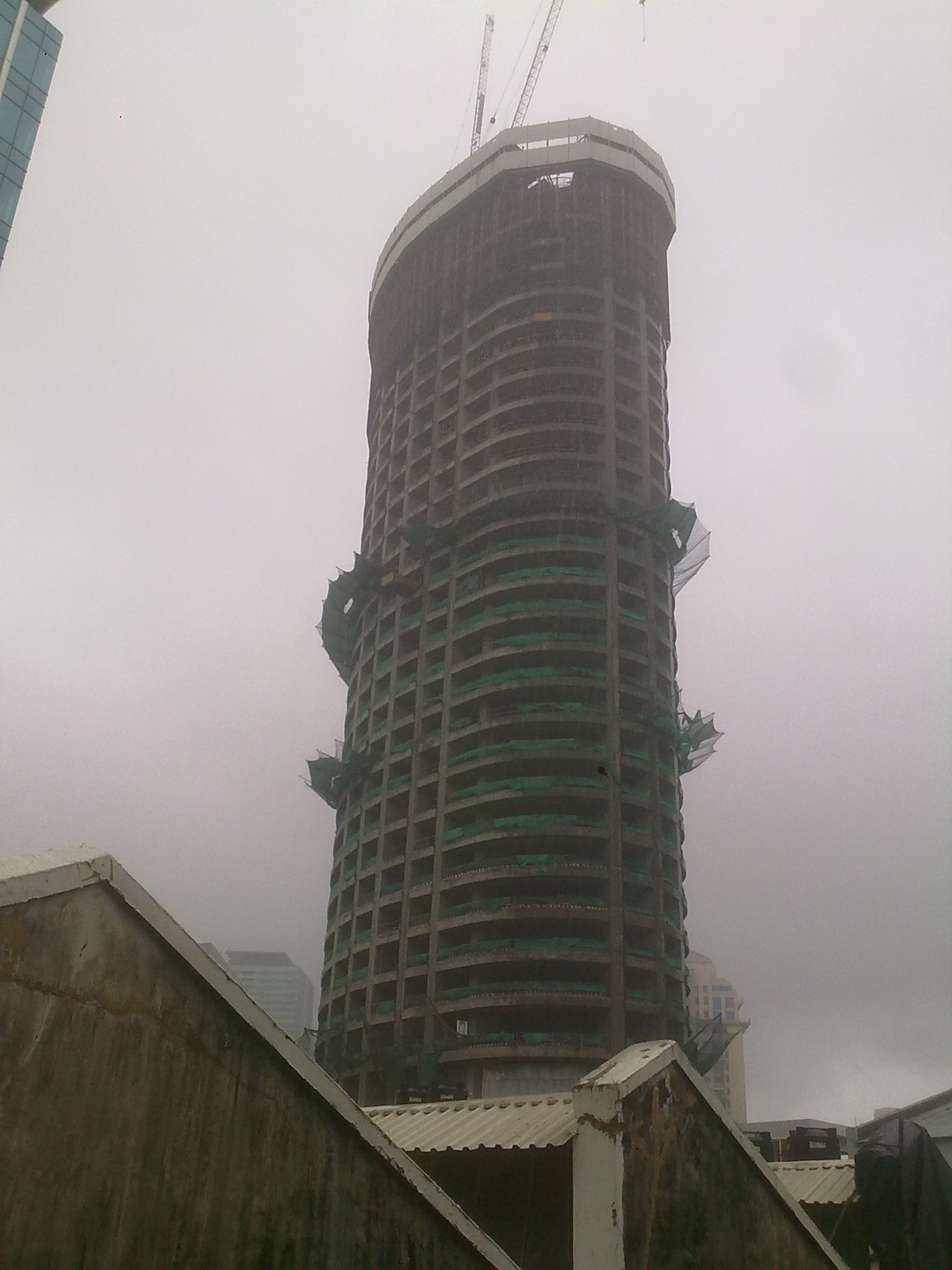